# Démographie de la République dominicaine
En 2015, la population de la République dominicaine était estimée à 10 478 756 habitants, soit une densité de 210 habitants au km². 
En octobre 2002 a été réalisé le VIIIe recensement national de la population dominicaine : VIII Censo de Población y Vivienda 2002 . La population était de 8 562 541 habitants. Pour mémoire, elle était de 894 665 en 1920 et de 3 047 070 en 1960.

Pour le détail de la population par province : 
La plupart des Dominicains sont issus d’un métissage entre Tainos (Autochtones d'Amérique, dominicain) , Noirs d'origine africaine et Blanc d'origine européenne (70 % de la population sont métisse), les Noirs représentent environ 15 % de la population, les Blanc 10 % et 5% les Tainos.
La République dominicaine compte également entre 500 000 et 700 000 immigrés haïtiens. Certains vivent dans des bateys près des champs de culture de la canne à sucre pendant que les plus jeunes vivent dans les villes pour poursuivre des études universitaires. Des millions d'Haïtiens vivent et constituent une grande communauté francophone et créolophone. Ainsi le créole haïtien constitue la seconde langue du pays après l'espagnol.
Récemment, des chercheurs dominicains et portoricains ont identifié dans la population dominicaine actuelle la présence de gènes appartenant aux aborigènes des îles Canaries (communément appelées guanches). Ces types de gènes ont également été détectés à Porto Rico.
L'espérance de vie durant la période 1950-1954 était pour les hommes de 44,7 ans et pour les femmes de 47,3 ans pour une moyenne de 46 ans, durant la période 2000-2004, celle-ci était de 67,8 ans pour les hommes, 72,4 ans pour les femmes pour une moyenne de 70,1 ans

## Fécondité
En 2013, le taux de fécondité en République dominicaine s'élève à 2,5 enfants par femme.
|               | 2002 | 2007 | 2013 |
| ------------- | ---- | ---- | ---- |
| Milieu urbain | 2,8  | 2,3  | 2,4  |
| Milieu rural  | 3,3  | 2,8  | 2,6  |
| Total         | 3,0  | 2,4  | 2,5  |

## Immigration haïtienne
Le Fonds des Nations unies pour la population (FNUAP) recense en 2017 près de 500 000 Haïtiens habitant en République dominicaine. En outre, le pays abrite 277 000 descendants d’Haïtiens, nés en République dominicaine, mais dont une bonne partie ne possède pas de papiers et sont considérés comme des apatrides. Historiquement, « le début de l’immigration haïtienne en République dominicaine remonte aux années 1920. Des hommes étaient embauchés pour travailler dans les champs de canne à sucre. Ces braceros restaient confinés au sein même des plantations dans des baraques appelées bateyes. »
Ils vivent pour beaucoup d'entre eux dans des bateys, près des champs de culture de la canne à sucre. Les autres dans les grandes villes comme Saint-Domingue ou Santiago de los Caballeros. Les Haïtiens constituent la communauté la plus pauvre de ce pays. Beaucoup d'entre eux ne parlent que le créole haïtien.
Les migrants haïtiens sont confrontés au racisme, aux discriminations, à l'exploitation, et à des violences. Certains groupes nationalistes agitent l'idée d'une « invasion pacifique » ; cette rhétorique a progressivement gagné beaucoup de terrain au sein du débat public et politique.
En septembre 2013, la cour constitutionnelle a décidé de privé de la nationalité dominicaine plus de 200 000 personnes, descendants de migrants haïtiens nés dans le pays depuis 1929, car elles ne pouvaient prouver que leurs ascendants étaient en situation régulière au moment de leur naissance. Sous la pression internationale (le droit international interdit à un État de rendre une personne apatride), le Parlement a adopté l'année suivante une loi rectificative. Cependant, celle-ci a aussi confirmé la position de la cour constitutionnelle selon laquelle des enfants nés en République dominicaine de parents étrangers devaient être considérés comme des étrangers.
Selon le Centre de développement durable (Cedeso), une ONG qui accompagne les apatrides, « l’absence de papiers d’identité entrave la mobilité et expose à des arrestations arbitraires, des tentatives de rackets ou des expulsions du pays. Sans papiers, pas d’accès non plus à la santé – hormis aux services d’urgences – ni à la justice. Il est impossible de se marier légalement et de déclarer la naissance des enfants. Ils deviennent donc eux aussi des apatrides, ce qui les empêche d’étudier au-delà de la 6e. »

## Histoire démographique (avant 1950)
Estimations :
- Avant 1492 : entre 100 000 et 1 000 000 de Taïnos pour l'ensemble de l'Île
- 1700 : 100 000 pour Saint-Domingue et 6 000 pour Hispaniola
- 1789 : 560 000, dont 500 000 esclaves (Haïti sous domination française)
- 1789 : 100 000 pour la partie espagnole d'Hispaniola

Recensements : 
- 1844 : 132 775
- 1850 : 146 835
- 1860 : 188 440
- 1870 : 243 047
- 1880 : 313 223
- 1890 : 403 638
- 1900 : 521 386
- 1910 : 694 364
- 1920 : 896 843
- 1930 : 1 267 768
- 1940 : 1 702 095
- 1950 : 2 379 897